# Trebija
Trebija – wieś w Słowenii, w gminie Gorenja vas-Poljane. W 2018 roku liczyła 209 mieszkańców.